# Aeroportul Regional Statesville
Aeroportul Regional Statesville (IATA: SVH, ICAO: KSVH, FAA LID: SVH) este un aeroport din Carolina de Nord, Statele Unite ale Americii. Aeroportul a fost tranzitat în 2019 de 40 de pasageri.
Situat la o altitudine de 294,98544 m, aeroportul dispune de 1 pistă.

## Infrastructură

### Piste
Aeroportul dispune de o singură pistă. Pista 10/28 are suprafața de asfalt și dimensiunile 7.003 picioare × 100 picioare. 